# Maár Júlia
Maár Júlia, Kiss-Maár Júlia (Kaba, 1848 – Arad, 1908. február 5.) színésznő, ifj. Bács Károly felesége. 

## Pályafutása
1861. október 1-jén lépett színpadra. 1862-ban Reszler Istvánnál játszott, azután Hubay Gusztáv volt az igazgatója Aradon. 1864-ben Nagy Mihálynál működött, Gyulafehérvárott, 1865-ben Keszy Józsefnél, 1868-ban Nyiry Györgynél, 1869-ben Gerőffynél, 1872-ben Szabadkán Némethy György társulatának volt a tagja. 1875-ben Jászberényben megpróbálkozott az igazgatással is. 1875-ben Szabó Antalhoz ment, 1876-ban Székesfehérvárott, 1877-ben Kassán, Gerőffynél szerepelt. 1883 és 1902 között férjével, ifjabb Bács Károllyal közösen lépett fel. 1886-ban Krecsányi Ignáchoz szerződött, majd 1889-ben Mosonyi Károlyhoz. Ugyanezen év január 16-án Aradon ünnepelte meg színészi pályájának 25 éves évfordulóját. Ugyanott 1902. március 22-én búcsúzott a színpadtól. Kezdetben drámai szende szerepkörben alkalmazták, majd később áttért az anyaszerepekre. Elsőrendű társulatokban fordult meg, 43 évig szerepelt a pályán. Az aradi temetőben helyezték nyugalomra.
Fontosabb szerepei voltak: Fernande, Odette, Fedora (Sardou); Kornélia (Toldy); Hatházyné (Csiky G.: A Stomfay család); Marcele (Feuillet: Egy párizsi regény).

## Működési adatai
1862: Reszler István; 1867: Hubay Gusztáv; 1869–72: Kocsisovszky Jusztin; 1872: Aradi Gerő; 1873: Völgyi György; 1874: Csaby Imre; 1875: Szegedy Mihály; 1876: Sztupa Andor; 1877: Gerő Jakab; 1878–80: Kuthy; 1880: Miklósy Gyula; 1881: Krecsányi Ignác; 1882–83: Jakab Lajos; 1884: Mándoky Béla; 1885: Saághy Zsigmond; 1886: Bács Károly; 1887: Krecsányi Ignác; 1888: Mosonyi Károly; 1889–91: Aradi Gerő, 1891: Bátosy Endre; 1891–1902: Leszkay Andor; 1894: Tiszay Andor.